# Teorema de Kronecker
En matemàtiques, el teorema de Kronecker  és un resultat en aproximació diofàntica aplicat a molts nombres reals 'xi '; i' ≤ N', que generalitza el teorema d'equidistribució, el fet que un subgrup cíclic infinit del cercle unitari és un subconjunt dens. En termes de sistemes físics, té com a conseqüència que els planetes en òrbites circulars movent-se de forma uniforme al voltant d'estrelles assumiran, amb el temps, tots els alineaments, llevat que hi hagi una dependència exacta entre els seus períodes orbitals.
En el cas de N' nombres, presos com una sola N-tupla i un punt 'P' ' del tor.
T = RN/ZN,
la clausura del subgrup <P> generat per 'P' ' serà finita, o algun tor 'T′ ' ' contingut a 'T'. El teorema de Kronecker  original (Leopold Kronecker, 1884) establia que la condició necessària i suficient per a
T′ = T,
que és que els nombres 'xi ' ' junt amb 1 haurien de ser linealment independents sobre els nombres racionals, també és condició necessària i suficient. Aquí és fàcil de veure que si alguna combinació lineal dels 'xi ' ' i 1 amb coeficients no nuls racionals és zero, llavors els coeficients s'han de prendre com a enters i un caràcter χ del grup 'T' diferent al caràcter trivial pres el valor 1 en 'P' '. Per la dualitat de Pontryagin tenim 'T′ ' ' continguda en el nucli de χ i, per tant, no és igual a 'T'.
De fet, un ús exhaustiu de la dualitat de Pontryagin mostra que el teorema de Kronecker descriu la clausura de <P> com la intersecció dels nuclis de χ amb
χ(P) = 1.
Això en dona una connexió de Galois (antítona) entre subgrups tancats 'monogènics' de 'T' (aquells amb un sol generador, en el sentit topològic) i conjunts de caràcters amb nucli que contenen un punt donat. No tots els subgrups tancats apareixen com a monogènics; per exemple, un subgrup que té un tor de dimensió ≥ 1 com a component connectat de l'element identitat, i que no està connectat, no pot ser tal subgrup.
El teorema deixa oberta la qüestió de com de bé (uniformement) tanquen la clausura els múltiples 'mP' de 'P' '.
La demostració original de Leopold Kronecker és difícil de llegir. Kurt Mahler en va derivar una altra que utilitza la teoria de nombres.